# Allukrainische Vereinigung „Swoboda“
Die Allukrainische Vereinigung „Swoboda“ (ukrainisch Всеукраїнське об'єднання «Свобода» anhörenⓘ, deutsch kurz Freiheit) ist eine ukrainische rechtsextreme und radikal nationalistische Partei, abzielend auf eine ethnische ukrainische Identität. Die Partei sieht ihren Ursprung in der Organisation Unabhängiger Nationalisten (OUN) und deren Partisanenarmee UPA. Die Swoboda verehrt auch Stepan Bandera und sieht sich im Widerstand gegen den „russischen Imperialismus“, mit dem die Souveränität der Ukraine „in Vergangenheit und Gegenwart“ konfrontiert ist. Ihr Parteivorsitzender ist Oleh Tjahnybok.
2014 war die Partei an der Übergangsregierung von Ministerpräsident Arsenij Jazenjuk beteiligt.

## Geschichte
Die Partei wurde im Jahr 1991 gegründet, aber erst 1995 offiziell registriert. Sie ging aus einer Vereinigung von studentischen Bruderschaften, lokalen nationalukrainischen Verbänden und Afghanistan-Veteranen hervor. Vorsitzender war von 1991 bis 2004 Yaroslaw Andruschkiw. Bis Februar 2004 hatte sie den Namen Sozial-Nationale Partei der Ukraine. Um politisch hoffähiger zu werden, wurde sie vom neuen Vorsitzenden Oleh Tjahnybok reformiert und nahm den Namen Swoboda (Freiheit) an; dabei wurden auch verschiedene Neo-Nazi-Gruppen aus der Partei ausgeschlossen.
Seit 2009 hatte Swoboda einen Beobachterstatus in der Allianz der Europäischen nationalen Bewegungen, zu dieser Vereinigung gehören auch die ungarische Jobbik und die British National Party. Im März 2014 zog sich die Partei aus dieser Allianz zurück, da sich einige Mitgliedsparteien, darunter der französische Front National, zustimmend zur völkerrechtswidrigen Annexion der Krim 2014 durch Russland geäußert hatten.
Nachdem nationalistische Jugendliche am 9. Mai 2011 in Lemberg Kriegsveteranen beleidigt und Besuchern, die das russische bzw. sowjetische Georgsband an ihrer Kleidung trugen, den Zugang zum Grabmal des Unbekannten Soldaten verwehrt hatten, wurde die Swoboda-Partei von der Regierung für die Ausschreitungen verantwortlich gemacht. Infolgedessen kam es zu einer Debatte über ein mögliches Verbot der Partei.

Wolfsangel – Parteilogo von 1991 bis 2004

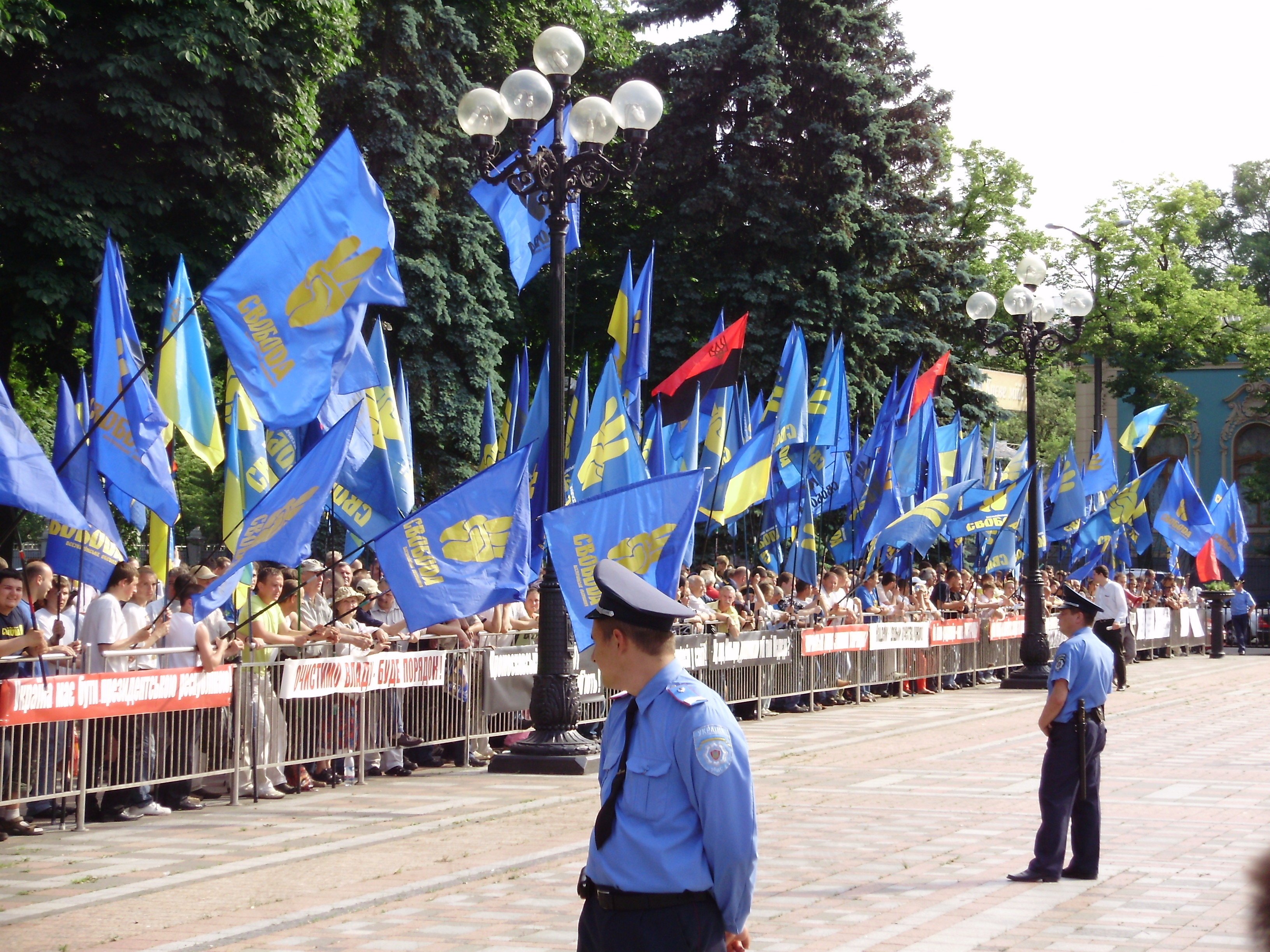
Parteitreffen in Kiew am 9. Juni 2009

Im Februar 2012 beklagte der Swoboda-Sprecher Yuriy Syrotiuk, dass die Ukraine beim Eurovision Song Contest durch die Sängerin Gaitana vertreten wurde. Diese sei laut Syrotiuk nämlich „keine organische Repräsentantin der ukrainischen Kultur“, weil ihr Vater Kongolese ist.
Der relative Erfolg bei den Wahlen 2012 lasse sich damit erklären, dass zwei Drittel der Swoboda-Wähler die ukrainische Sprache und Kultur unterstützen wollten, was damals von keiner anderen Partei zu erwarten war, so der jüdische Menschenrechtler Josyf Zisel in einer Analyse. Nur ein Drittel der Swoboda-Wähler hätten wirklich das Parteiprogramm unterstützt.
Im Dezember 2012 wurden Swobodas Parteichef Tjahnybok und sein Stellvertreter Ihor Miroshnychenko vom Simon-Wiesenthal-Zentrum auf Platz 5 seiner „Top Ten Anti-Semitic/Anti-Israel Slurs“ gesetzt. Tjahnybok hatte behauptet, die Ukraine werde von einer russisch-jüdischen Mafia (москальско-жидівська мафія) regiert, und Miroshnychenko die Schauspielerin Mila Kunis mit dem antisemitischen Schimpfwort Schydowka (Жидовка) bezeichnet.
Im selben Monat fand ein Besuch von Mandatsträgern der Swoboda bei der Fraktion der NPD im sächsischen Landtag statt.
In München hat die Swoboda-Partei im August 2013 einen Ableger gegründet. Auch in den Orten Frankfurt am Main und Köln verfügt die Partei über eigene Zellen, die vorwiegend aus ukrainischen Studenten bestehen.
Am 28. Juli 2013 nahm Parteivizechef als Vorsitzender des Lemberger Regionalrates und  Rada-Abgeordneter Oleh Pankewitsch in Holohory, Bezirk Zolochiv, an einer Zeremonie zur Umbettung von 16 Soldaten der Waffen-SS-Division "Galizien" teil.
Im Juli 2013 unterzeichneten 30 israelische Knesset-Abgeordnete einen offenen Brief, der an den EU-Parlamentspräsidenten Martin Schulz (SPD) gerichtet war. Darin warnten sie vor dem Antisemitismus und der Russophobie der Partei und kritisierten, dass die beiden größten Oppositionsparteien in der Ukraine mit ihr zusammenarbeiten.
Im Oktober 2013 organisierte die Partei in Kiew eine Demonstration, die sich dafür einsetzte, dass die Handlungen der UPA als Kampf für nationale Befreiung anerkannt würden und dass die gerichtliche Aberkennung des Titels „Held der Ukraine“ für Stepan Bandera und Roman Schuchewytsch zurückgenommen wird.

### Euromaidan
Mit Beginn der Proteste in der Ukraine 2013 bildete die Swoboda gemeinsam mit der UDAR von Vitali Klitschko und der Allukrainischen Vereinigung „Vaterland“ von Julija Tymoschenko ein oppositionelles Dreierbündnis mit dem Ziel, den ukrainischen Präsidenten Wiktor Janukowytsch abzusetzen. Swoboda-Parteichef Tjahnybok äußerte diesbezüglich, dass die Opposition eine Zeltstadt auf dem Majdan (Unabhängigkeitsplatz) errichten und einen landesweiten Streik starten werde, mit dem das Bündnis Neuwahlen erzwingen wolle.
Der EU-Botschafter in der Ukraine, Jan Tombinski, bezeichnete Swoboda in einem Interview am 21. Dezember 2013 als „gleichwertigen Partner für Gespräche mit der EU“. Die Partei unterstütze die Annäherung der Ukraine an die EU. Swoboda müsse allerdings beachten, dass „nationalistische und xenophobe Inhalte keinen Platz im modernen Europa haben“.

### Rolle der Partei seit dem Rücktritt Janukowytschs
Bei der Regierungsbildung am 27. Februar 2014 nach dem Sturz von Janukowytsch erhielt der stellvertretende Vorsitzende der Swoboda-Partei, Oleksandr Sytsch, das Amt des stellvertretenden Ministerpräsidenten. Die Partei stellte in diesem Jahr drei weitere Mitglieder der Übergangsregierung. Oleh Machnizkyj bekam das Amt des Generalstaatsanwalts.
Am Abend des 18. März 2014 drang eine Gruppe von Parlamentsabgeordneten und Unterstützern der „Swoboda“ unter Führung von Ihor Miroschnytschenko (er ist stellvertretender Vorsitzender des „Ukrainischen Komitees für Meinungsfreiheit“) in das Kiewer Büro des Chefs des staatlichen Fernsehsenders Natsionalna Telekompanija Ukraïny, Olexandr Pantelejmonow, ein und zwang ihn mit Drohungen und Remplern, eine Kündigungserklärung zu unterschreiben. Sie warfen ihm vor, er sei ungeeignet, weil er russische „feindliche“ Propaganda unterstütze. Der Sender hatte Ausschnitte der Rede Wladimir Putins zur Annexion der Krim am 18. März 2014 gezeigt, in dem dieser das Ergebnis der umstrittenen Volksabstimmung für einen Anschluss der Republik Krim an Russland begrüßte. Übergangspremierminister Arsenij Jazenjuk verurteilte das Vorgehen.
Mit dem im Zuge des Euromaidan entstandenen und radikaleren Prawyj Sektor („Rechter Sektor“) unter der Führung von Dmytro Jarosch erhielt die Partei Konkurrenz am rechtsextremen Rand, arbeitet aber teilweise mit diesem zusammen. Gleichzeitig bezeichnet Jarosch die Swoboda-Partei als „zu liberal“.
Bei der Präsidentschaftswahl in der Ukraine 2014 stimmten landesweit 1,16 Prozent der Wähler für Oleh Tjahnybok, den Parteivorsitzenden und Kandidaten der Swoboda. 
Im Zuge des Krieges in der Ostukraine stellte die Partei eine eigene Kampfeinheit, das Bataillon „Sitsch“, auf, welches gegen pro-russische Separatisten kämpft. Der Begriff Sitsch geht auf die Saporoger Kosaken zurück.
Bei der Parlamentswahl in der Ukraine 2014 blieb Swoboda unter 5 Prozent und erhielt damit keine Listenplätze, konnte aber noch 6 Wahlkreismandate gewinnen.
Bei der Parlamentswahl 2019 trat Swoboda in einem Wahlbündnis verschiedener nationalistischer Organisationen an und scheiterte mit 2,4 Prozent deutlich an der Fünf-Prozent-Hürde, konnte aber ein Mandat gewinnen.

## Einordnung von außen
Die Partei wird verschiedentlich auch als rechtsextrem, und antisemitisch eingeordnet.
Das EU-Parlament erklärte sich in einer Resolution vom 13. Dezember 2012 besorgt über eine „zunehmende nationalistische Stimmung in der Ukraine“, die im Wahlerfolg der Swoboda zum Ausdruck gekommen sei. „Rassistische, antisemitische und ausländerfeindliche Auffassungen“ ständen im Widerspruch zu den Grundwerten der EU. Das Parlament appellierte an die „demokratisch gesinnten Parteien in der Werchowna Rada“, sich nicht mit Swoboda zu assoziieren, die Partei nicht zu unterstützen und keine Koalitionen mit ihr zu bilden.
Im Dezember 2012 bestritt Tjahnybok, dass Swoboda eine antisemitische Partei sei bzw. dass es in seiner Partei Antisemitismus gebe. Im Januar 2013 erklärte ein Swoboda-Sprecher, dass es keine antisemitische Partei sei und Juden in der Ukraine nichts zu befürchten haben. Ebenso habe jede ethnische Minderheit das Recht, sich an der Regierung zu beteiligen.
Im August 2013 erklärte die deutsche Bundesregierung auf eine Kleine Anfrage der Fraktion Die Linke, Swoboda werde als eine rechtspopulistische und nationalistische Partei, die zum Teil rechtsextreme Positionen vertrete, eingeschätzt. Im ukrainischen Parlament lasse sie derzeit in der Parlamentsarbeit keine offensichtlichen rechtsextremen Tendenzen erkennen. Im Vorfeld der Parlamentswahlen 2012 habe die Partei ihr Wahlprogramm überarbeitet und rechtsextreme Statements entfernt. Der deutsche Botschafter in der Ukraine habe den Vorsitzenden der Partei am 29. April 2013 zu einem Gespräch getroffen, dabei habe der Botschafter festgehalten, dass „antisemitische Äußerungen aus deutscher Sicht inakzeptabel seien“.
Der polnische Politikwissenschaftler Tadeusz A. Olszański gab bereits im Juli 2011 die Einschätzung ab, dass radikale neo-nazistische und rassistische Gruppen (englisch: radical neo-Nazi and racist groups) aus der Partei ausgeschlossen worden seien. Im Mai 2013 stufte der Jüdische Weltkongress Swoboda als neonazistisch ein und forderte ein Verbot der Partei. Der Brite Robin Shepherd von der Henry Jackson Society sah in einem Bericht des Jüdischen Weltkongresses über Neonazi-Parteien in Europa aus dem Jahr 2013 eine neonazistische Komponente in der Ideologie der Swoboda-Partei. Diese sei am deutlichsten durch den Parlamentarier Juri Michaltschischin vertreten. Das Spektrum der Wählerschaft der Partei ordnete ein vom Jüdischen Weltkongress im selben Jahr veröffentlichter Artikel als von Neo-Nazis bis zu einem überdrüssigen Mainstream reichend ein.
Nach einer Analyse der Konrad-Adenauer-Stiftung mobilisiere der Parteivorsitzende Tjahnybok „antisemitische Ressentiments, Fremdenfeindlichkeit und ukrainischen Isolationismus“. Er äußere sich „dezidiert antirussisch und gleichzeitig antiwestlich und trifft damit Stimmungen, die in einigen Regionen der Westukraine prävalent sind.“
Im März 2014 wurde die Swoboda-Partei auf der Krim verboten.
Im Juni 2014 erstattete ein deutscher Anwalt im Auftrag von Tjahnybok bei der Staatsanwaltschaft Berlin Anzeige wegen Beleidigung und Verleumdung gegen den Fraktionschef der Partei Die Linke, Gregor Gysi. Gysi habe mit verschiedenen Äußerungen sowohl im Bundestag („Ich zitiere jetzt. Das müssen Sie sich anhören, was er wörtlich gesagt hat: ,Schnappt euch die Gewehre. Bekämpft die Russensäue, die Deutschen, die Judenschweine und andere Unarten'“) wie auch in einer Talkshow des ZDF die Ehre von Tjahnybok „persönlich schwer verletzt“. Gysi erklärte hierzu unter anderem, es gebe genügend Hinweise, Äußerungen und Verhaltensweisen dieser Partei, die eine Charakterisierung als „faschistisch“ rechtfertigten.

## Programmatik

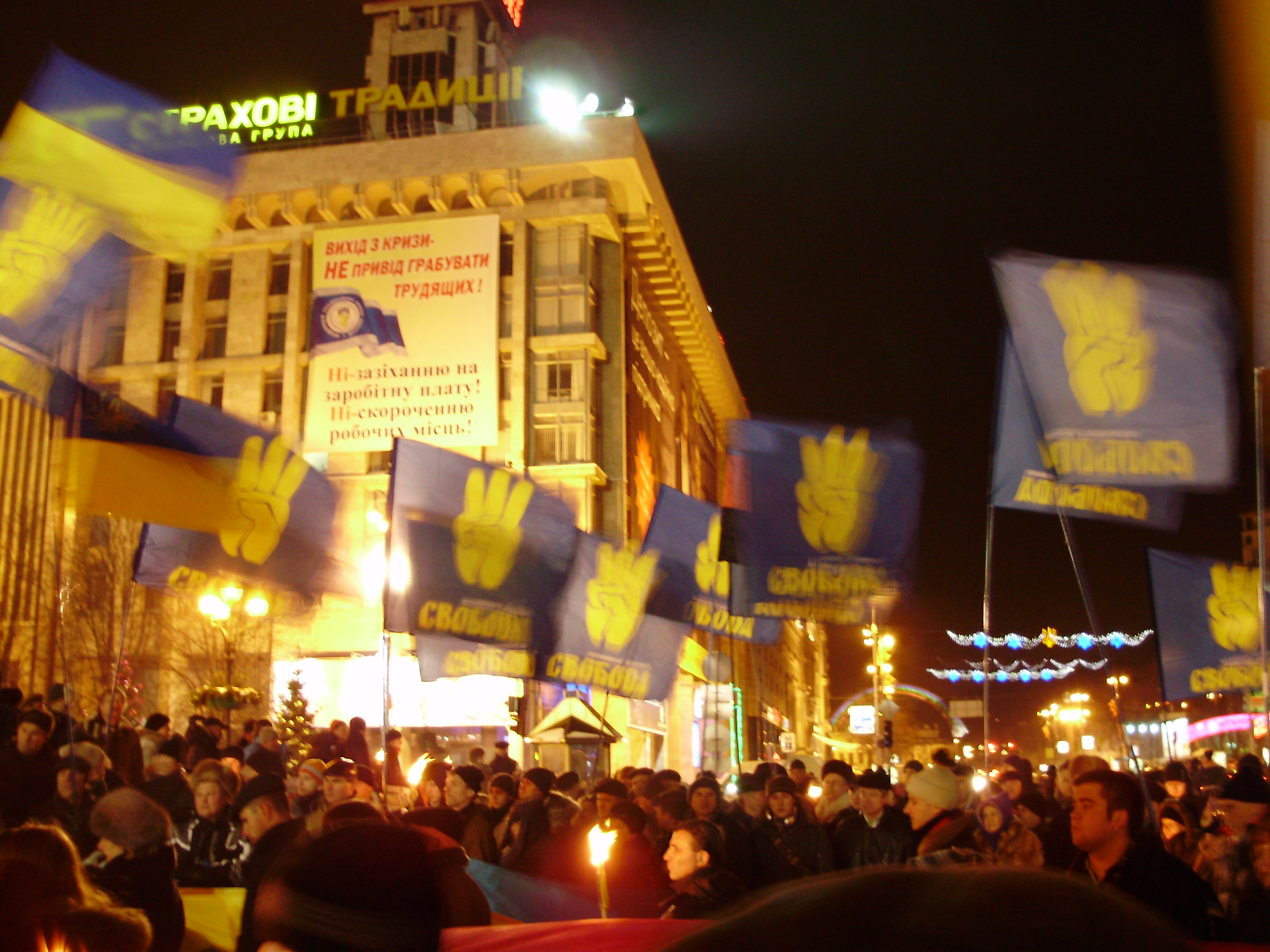
Demonstrationszug zu Ehren des nationalistischen Politikers Stepan Bandera am 1. Januar 2009

Die Allukrainische Vereinigung „Swoboda“ bezeichnet ihre Parteiideologie in ihren Programmen als „Sozialnationalismus“ und knüpft an das von der Organisation der Ukrainischen Nationalisten (OUN) in den 1930er Jahren formulierte Konzept der „Natiokratie“ an. Der nationalistische Politiker Stepan Bandera und der Anführer der Wehrmachtslegion „Nachtigall“ Roman Schuchewytsch werden von „Swoboda“ als Nationalhelden verehrt: So wurde in Lemberg auf eine Initiative von Swoboda-Abgeordneten hin die ehemalige „Straße des Friedens“ jetzt nach dem „Bataillon Nachtigall“ benannt. Eine Kampagne der Partei strebt die Namenstaufe des Flughafens Lwiw auf „Stepan Bandera“ an. Bandera wird regelmäßig in Fackelzügen mit mehreren Tausenden Parteianhängern geehrt. Zudem setzt sich die Swoboda-Partei für die Ehrung der 14. Waffen-Grenadier-Division der SS (galizische Nr. 1) ein.
Swoboda fordert die Einführung des Merkmals „ethnische Zugehörigkeit“ im Personalausweis sowie ethnische Quoten bei der Besetzung von Stellen in Politik, Verwaltung und Wirtschaft. Die Partei macht eine „antiukrainische politische Elite“ für den kulturellen, politischen und wirtschaftlichen Niedergang der Ukraine verantwortlich. Immer wieder benutzt Swoboda den Begriff „antiukrainische Tätigkeit“, die als Straftatbestand in die ukrainische Gesetzgebung aufgenommen und mit Gefängnisstrafen geahndet werden solle.
In ihren Wahlprogrammen und den programmatischen Aussagen ihres Kandidaten zur Präsidentschaftswahl in der Ukraine 2010 forderte Swoboda unter anderem die Abschaffung der Autonomie der Krim, die Abschaffung des Sonderstatus von Sewastopol, ein Programm für eine Integration der Krim in den ukrainischen Staat, die Schaffung von Check-Points an allen an Russland vermieteten Militärbasen, das Hissen der ukrainischen Flagge über allen vermieteten Basen sowie die Aufkündigung der Charkiw-Verträge vom 21. April 2010, durch die der Mietvertrag für Russlands Schwarzmeerflotte von 2017 auf 2042 verlängert wurde. Für den Fall, dass Russland seine Flotte 2017 nicht abgezogen hätte, sollten im Nationalen Sicherheitsrat einseitige Aktionen vorbereitet werden.
In der Einwanderungspolitik fordert sie unter anderem die Unzulässigkeit der doppelten Staatsangehörigkeit und Vorzugsbedingungen für die Rückkehr ethnischer Ukrainer aus der Emigration. Dagegen wird der Einwanderungsstopp von Nicht-Ukrainern gefordert, obwohl es bisher de facto keine Einwanderung in die Ukraine gibt.
Außenpolitisch befürwortet die Partei den Austritt aus allen „eurasischen Bündnissen mit Zentrum in Moskau“, insbesondere der GUS, die Schaffung einer Baltikum-Schwarzmeer-Achse, den Status einer Atommacht für die Ukraine und den Beitritt des Landes zur NATO.
Wirtschaftspolitisch sollen alle strategischen Unternehmen in Staatseigentum überführt und Importprodukte durch Güter aus ukrainischer Produktion ersetzt werden. Außerdem wird ein Verbot der Werbung für Tabakerzeugnisse und Alkohol sowie eine strafrechtliche Verantwortung für die Propagierung von Drogenkonsum und „sexuellen Perversionen“ gefordert.

## Wahlergebnisse
Die Partei trat zu den Parlamentswahlen 2006 und 2007 an, verfehlte mit landesweit 0,36 bzw. 0,76 % jedoch klar die für einen Parlamentssitz notwendige Stimmenzahl. Bei der Parlamentswahl 2012 erreichte die Partei mit 10,4 % der Wählerstimmen ein überraschend hohes Resultat. Damit zog sie mit 37 Mandaten erstmals in die Werchowna Rada ein; Fraktionsvorsitzender wurde Tjahnybok. Bei der Parlamentswahl 2014 erzielte sie lediglich 4,71 % und verfehlte damit die 5-%-Hürde, konnte aber 6 Direktmandate gewinnen. Der Vorsitzende Tjahnybok selbst verfehlte den Wiedereinzug.
Die höchsten Stimmenanteile erlangte die Partei stets in der Westukraine, vor allem in Ost-Galizien. Sie konnte bei den Kommunalwahlen Vertreter in die Regional- und Stadtparlamente von Lemberg, Ternopil und Iwano-Frankiwsk entsenden. Weiterhin stellt sie einige Bürgermeister in Kommunen. In den vorgezogenen Regionalwahlen im Gebiet von Ternopil am 15. März 2009 erreichte „Swoboda“ 35 Prozent der Stimmen und erlangte im Gebietsparlament 50 der insgesamt 120 Sitze. Kritiker warfen der Regierung Janukowytsch vor, „Swoboda“ gezielt zu unterstützen, um auf diese Art Stimmen von anderen Oppositionsparteien abzuziehen. Bei der Präsidentschaftswahl 2010 erreichte der Parteivorsitzende Tjahnybok einen Stimmenanteil von 1,43 %.
Als Gründe für den Wahlerfolg von Swoboda sieht die auf das Thema Rechtspopulismus in Osteuropa und Wahlen spezialisierte Politologin Lenka Buštíková von der University of Oxford weniger in fremdenfeindlichen Ressentiments, sondern mehr in der wirtschaftlichen Krise und der Bedrohung durch Russland: Bei den Motiven für die Wahlen von 2010 waren die Swoboda-Wähler in Bezug auf Bedrohungswahrnehmung bei den Dimensionen allgemeine Bedrohung, Bedrohung durch Russland klar erste Stelle während die Bedrohung durch Russen in der Ukraine Swoboda an zweiter Stelle lag. Bei der Einschätzung der Lage in der Ukraine schätzten Swoboda-Wähler die Verschlechterung der wirtschaftlichen Lage sowohl für sich persönlich als auch für die Familien im ganzen Lands am größten ein.

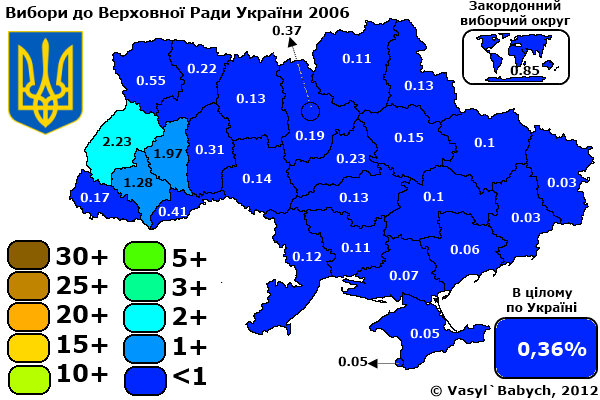
Parlamentswahl 2006
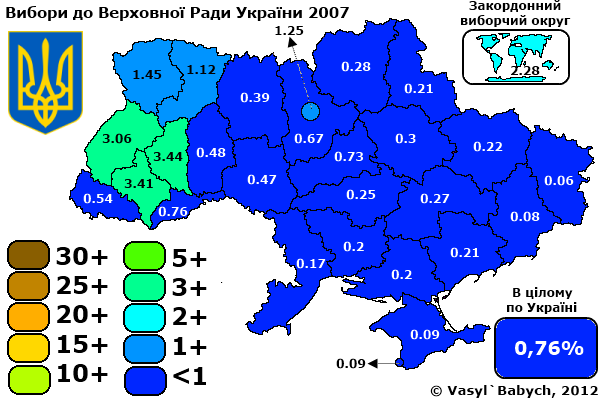
Parlamentswahl 2007
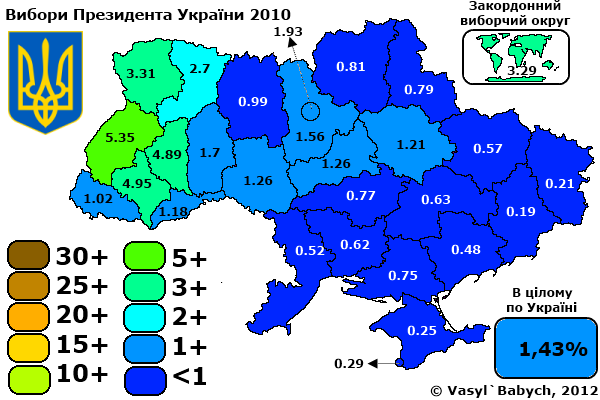
Präsidentschaftswahl 2010 (Tjahnybok)
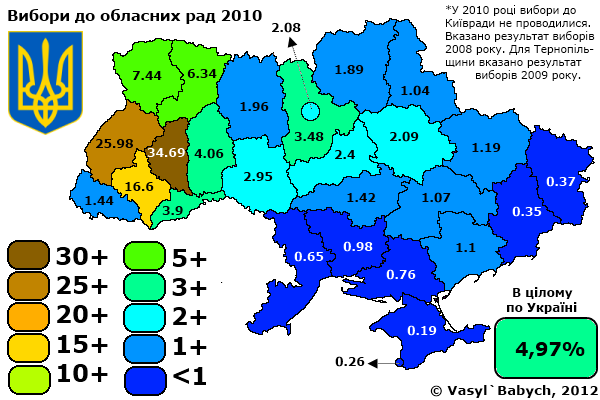
Wahlen in den Oblasten (Oblast-Parlamente, Oktober 2010)
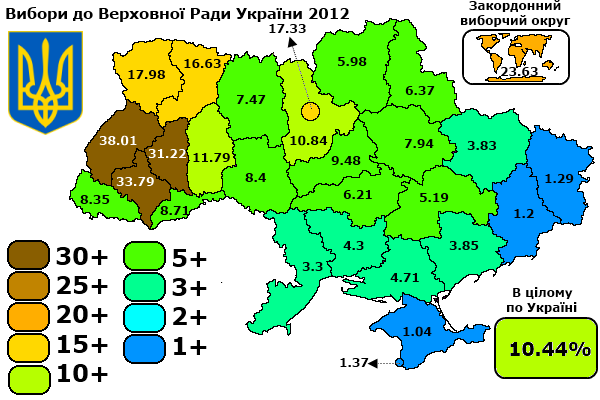
Parlamentswahl 2012
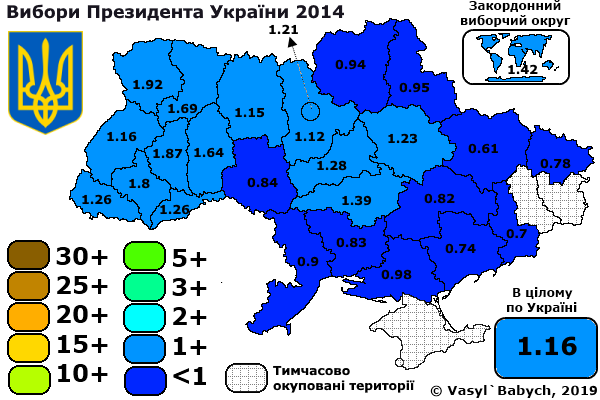
Präsidentschaftswahl 2014 (Tjahnybok)
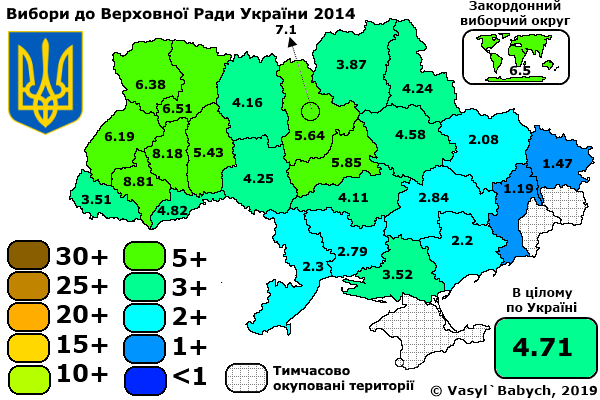
Parlamentswahl 2014
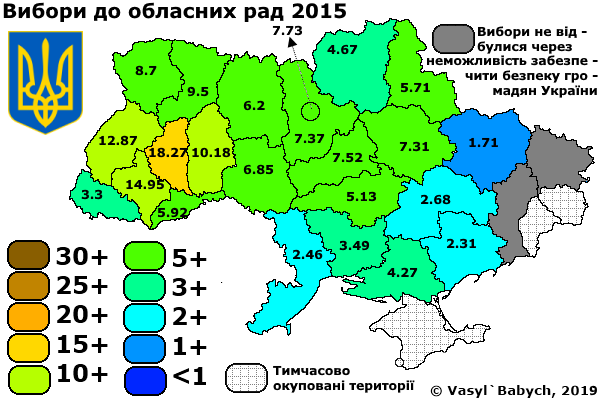
Wahlen in den Oblasten (Oblast-Parlamente, Oktober 2015)
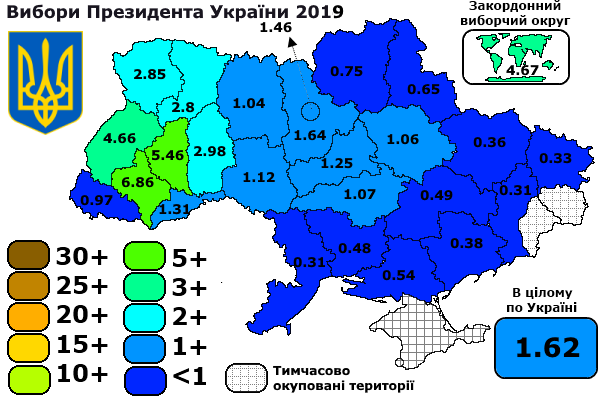
Präsidentschaftswahl 2019 (Koschulynskyj)
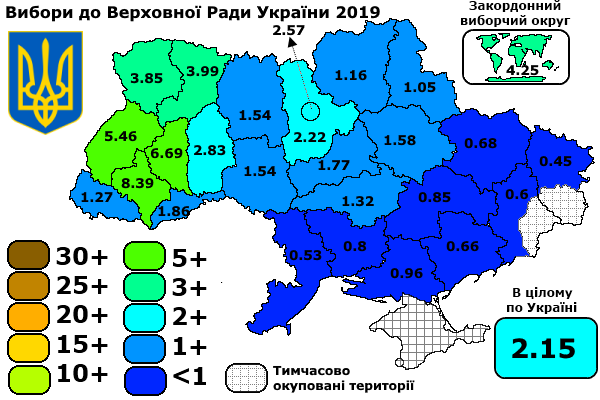
Parlamentswahl 2019